# 高橋洸士
高橋 洸士（たかはし こお、2001年、9月20日 - ）は、日本の男子バドミントン選手。

## 経歴
高校時代は、東大阪大学柏原高等学校でバドミントンにうちこみ、インターハイで個人戦3位になるなどの好成績を残した。
高校卒業後は、トナミ運輸に入社。
2023年のインドネシア・マスターズ (スーパー100)Ⅰでは、準決勝で田中湧士を破るなどして準優勝。
2024年、5月のオルレアン・マスターズで準優勝。
同年9月の全日本社会人選手権では、決勝で渡邉航貴をファイナルデュースで破って優勝した。